# Gräfrather Transformatorenturm

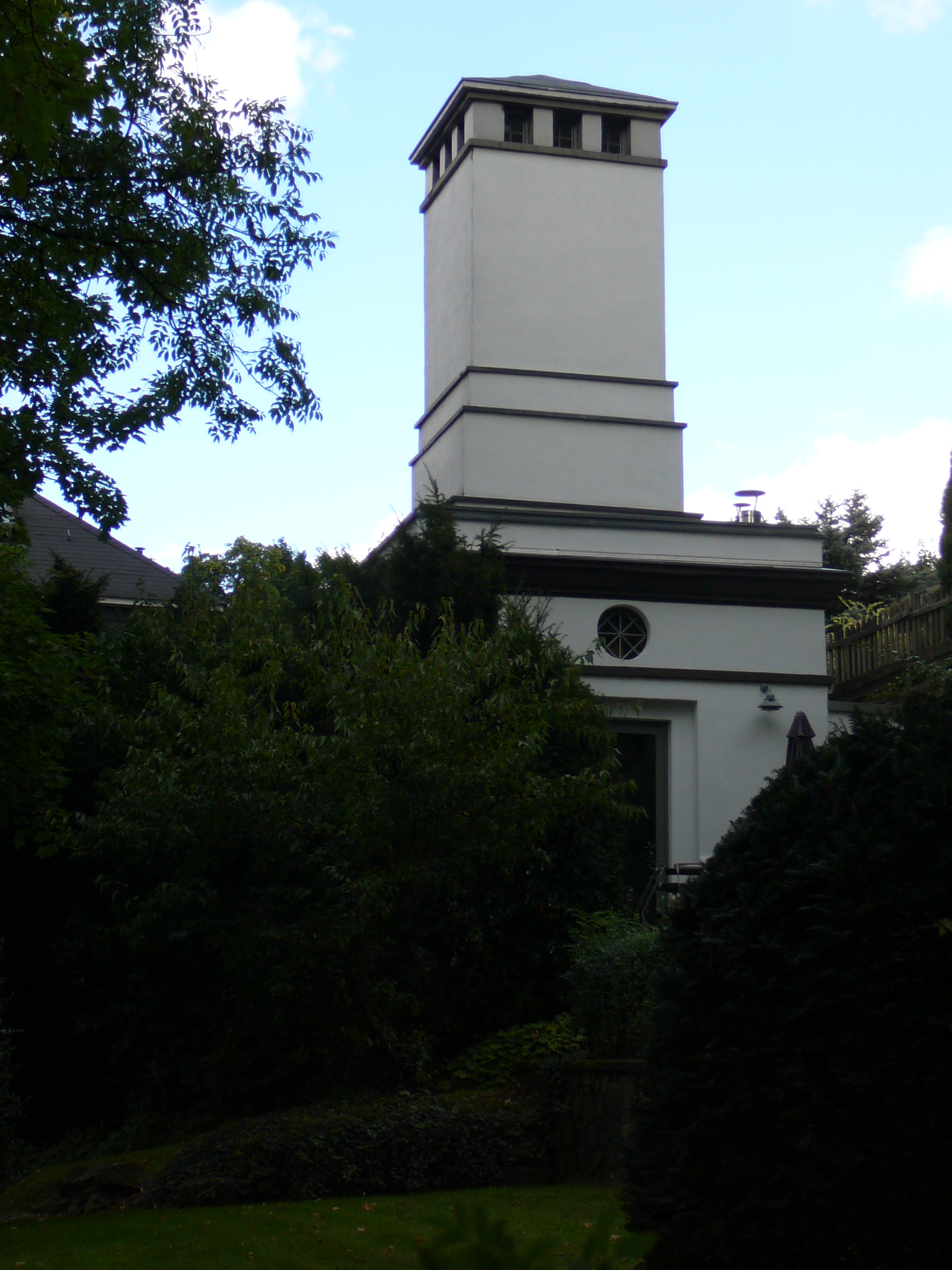
Gräfrather Transformatorenturm

Der Gräfrather Transformatorenturm ist ein ehemaliger Transformatorenturm in Solingen-Gräfrath und ist als Baudenkmal in die Denkmalliste der Stadt Solingen eingetragen. Er hat die Anschrift Garnisonstraße 26.

## Geschichte
Gräfrath wurde erst 1901 mit Strom versorgt, die Inbetriebnahme des Transformatorenhäuschens erfolgte im Jahre 1924/25 durch die Bergischen Elektrizitätswerke.
Der Turm war längere Zeit im Besitz des Gräfrather Heimatvereins, bis er Mitte der 1990er Jahre in Privatbesitz überging. Für die denkmalgerechte Restaurierung des Turms erhielt der Eigentümer Peter von der Heiden den Denkmalschutzpreis 1999 des Bergischen Geschichtsvereins, Abteilung Solingen e. V. verliehen. Der Turm wurde zunächst als Lagerraum genutzt und später in seine heutige Form der Nutzung als Wohnraum bzw. Mietunterkunft überführt.

## Baubeschreibung
Der Turmbau befindet sich unterhalb der westlichen Klostermauer des Klosters Gräfrath auf einer Grünfläche an der Garnisonsstraße. Folgend der Idee der Heimatschutzbewegung Anfang des 20. Jahrhunderts wurde das Technikgebäude stilistisch so gestaltet, dass sich der Bau harmonisch ins Orts- und Landschaftsbild einbindet.
Der Turm mit einer Grundfläche von 4,5 Meter × 6,5 Meter hat einen rund vier Meter hohen Unterbau, der von einem rund sechs Meter hohen quadratischen Turm überragt wird. Überdacht ist der Turm mit einem Zeltdach. Unterbau und Turm sind durch mehrfache Horizontalgesimse gegliedert.
In dem kleinen Abstand zwischen der Klostermauer und dem Turm wurde nachträglich ein Zwischenbau, der auch den Zugang zum Wohngebäude ermöglicht, erstellt. In diesem Zwischenbau wurde auch eine Nasszelle realisiert. Der Wohnraum von 20,5 Quadratmetern erstreckt sich über die gesamte Grundfläche des Gebäudes. Aufgrund der großen Höhe des Baus konnte eine Schlafempore nachträglich eingezogen werden. Zusätzlich wurden zwei neue Fensteröffnungen geschaffen und der ursprüngliche Eingang mit einer Glastüre versehen.